# Olios longespinus
Olios longespinus là một loài nhện trong họ Sparassidae.
Loài này thuộc chi Olios. Olios longespinus được Lodovico di Caporiacco miêu tả năm 1947.